# Musikethnologie

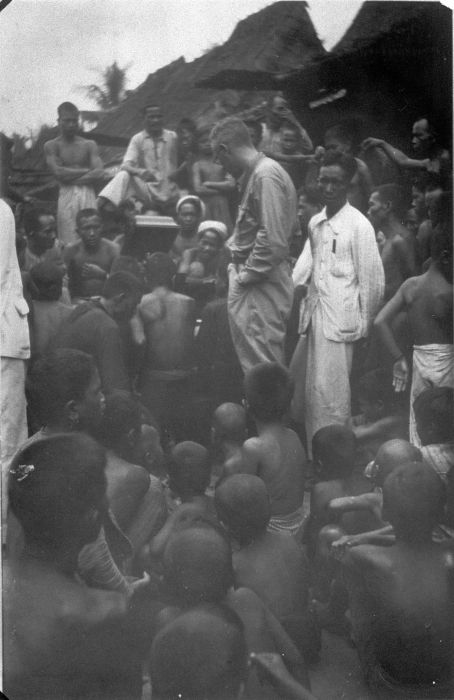
Der niederländische Musikethnologe Jaap Kunst 1930 auf der indonesischen Insel Nias: regelmäßig versammelte sich eine Menschenmenge bei Tonaufzeichnungen um den Phonographen („Sprechmaschine“)

Die Musikethnologie, Ethnomusikologie oder Vergleichende Musikwissenschaft ist innerhalb der Musikwissenschaft eine Nachbardisziplin der Historischen Musikwissenschaft und zugleich ein Teilbereich der Ethnologie (ehemals Völkerkunde). Sie untersucht weltweit die klanglichen, kulturellen und sozialen Aspekte von Musik und Tanz.
Die englische Bezeichnung ethnomusicology wurde 1950 vom niederländischen Musikethnologen Jaap Kunst (1891–1960) programmatisch eingeführt, um in der bis dahin als comparative musicology („Vergleichende Musikwissenschaft“) bezeichneten Fachrichtung den Schwerpunkt zu verschieben: Gegenüber der vergleichenden Analyse musikalischer Strukturen und Stile verlangte er eine stärkere Betrachtung der jeweiligen kulturellen Zusammenhänge im Untersuchungsgebiet.

## Forschungsansätze
Musikethnologie beschäftigt sich mit der musikalischen Praxis und den Strukturen der Musik, interpretiert Musik als soziale Interaktion und als global zirkulierendes Identitätssymbol gesellschaftlicher Gruppen. In ihren Ansätzen unterscheidet sich die Disziplin von der Historischen Musikwissenschaft, in deren Zentrum die Opusmusik der abendländischen Kunstmusik und die Notentext-Hermeneutik abendländisch-europäischer Musiktheorie steht. Für die Historische Musikwissenschaft ist die Bedeutung der Musik als Kunstform die das Fachgebiet begrenzende Voraussetzung, während die Musikethnologie die unterschiedlichen Vorstellungen von Musik selbst erforscht und die Frage der Bedeutung von Musik zum Thema macht. Daher bestimmte der US-amerikanische Musikethnologe Jeff Todd Titon Musikethnologie einfach als die Erforschung von Menschen, die Musik machen. Mit der Popularmusikforschung, der Musiksoziologie und der Musikpsychologie teilt die Musikethnologie zahlreiche Fragestellungen und Methoden.
Bis in die 1950er Jahre lag der musikethnologische Forschungsbereich schwerpunktmäßig bei der außereuropäischen traditionellen Musik. Seither wird Musikethnologie umfassender betrachtet. Der Forschungsbereich umfasst traditionelle Musik (Volksmusik) und außereuropäische Kunstmusik; des Weiteren Popularmusik einschließlich Jazz, Musik von Subkulturen, Regionalmusikkulturen sowie neue, hybride Musikformen, die aus dem durch Migration und Reisen beförderten Zusammenspiel von Musikern aus unterschiedlichen Musikkulturen entstanden sind (Transkulturalität). Heute werden musikethnologische Methoden auch auf die abendländische Kunstmusik angewendet.
Allgemein haben zunehmender kultureller Austausch und digitale Verbreitungsmöglichkeiten von Musik die Fragestellungen und Methoden der Musikethnologie erweitert, die nun teilweise auf die Musikpädagogik Einfluss nehmen.

## Geschichtliche Entwicklung

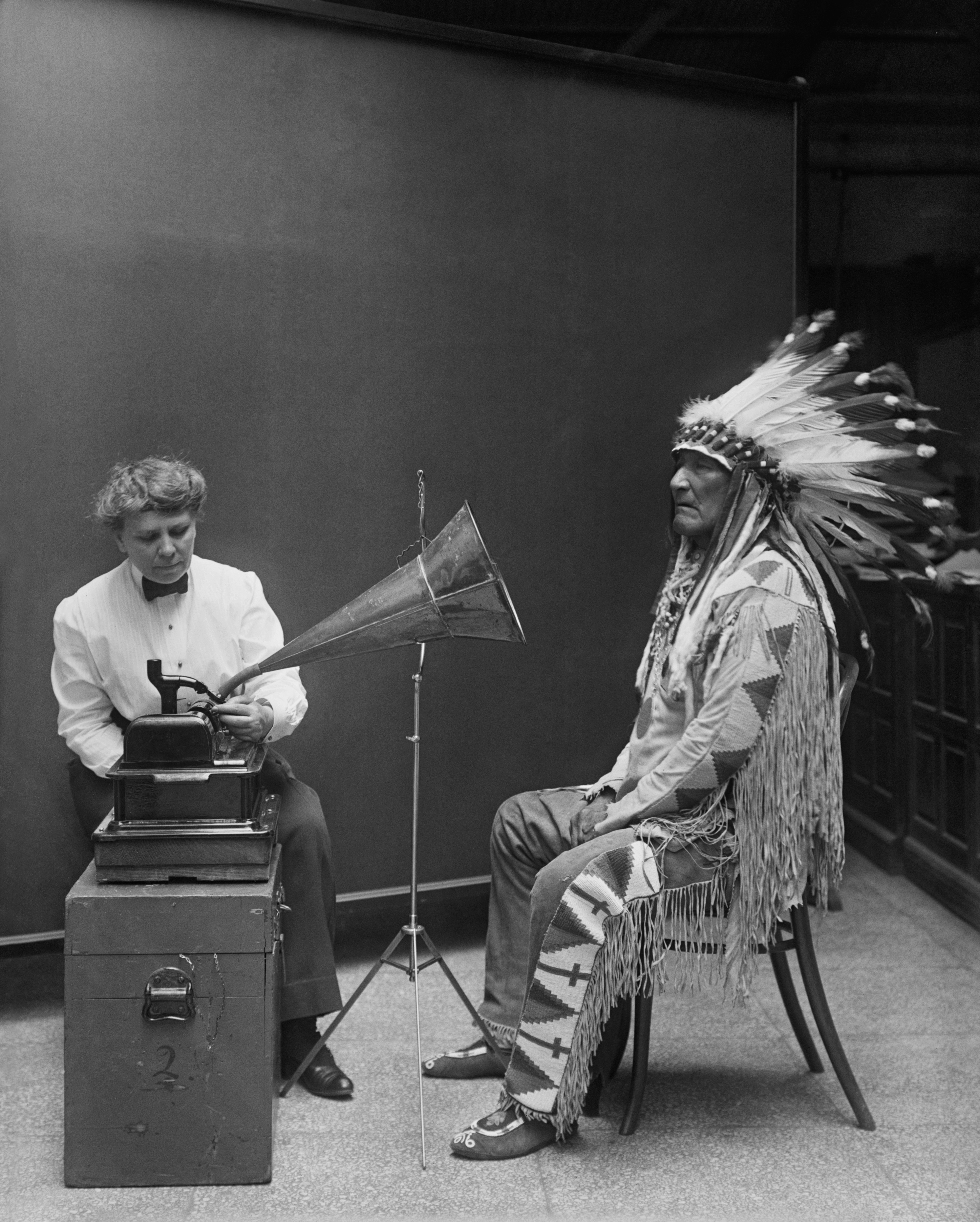
Die amerikanische Musikethnologin Frances Densmore macht 1916 eine phonographische Aufnahme mit dem Blackfoot-Häuptling Mountain Chief.

Das Sammeln und die analytische Beschreibung von außereuropäischer Musik stand im deutschsprachigen Raum am Anfang der musikethnologischen Forschung. Da die weltweit praktizierte Musik zum großen Teil nur mündlich überliefert wurde und wird, hatten Musikethnologen zu Anfang ihrer Forschungstätigkeit im letzten Drittel des 19. Jahrhunderts methodische Schwierigkeiten mit der Dokumentation der Musik. 1877 hatte Thomas Alva Edison den Phonographen erfunden. Dadurch konnten Tonaufzeichnungen gemacht werden, um die Strukturen der Musik später zu analysieren.
Zu Beginn wurde außereuropäische Musik vor dem normativen Hintergrund der abendländischen Musik betrachtet und in Verbindung mit dem Weltbild der soziokulturellen Evolution entwicklungsgeschichtlich auf einer bestimmten Stufe eingeordnet. Innerhalb dieses Rahmens legte der Österreicher Guido Adler ab 1885 die Ziele für eine Historische Musikwissenschaft zunächst in Prag, dann in Wien fest. In dieser Zeit postulierte Hugo Riemann in seiner Musiktheorie eine naturgesetzlich begründete Tonleiter und Harmonie, die universell gültig zu sein habe, die jedoch abweichende außereuropäische Musiksysteme nicht zu beschreiben vermochte.

### Deutschsprachiger Raum
Die Voraussetzungen für eine Musikethnologie wurden in Berlin durch Carl Stumpf (1848–1936) geschaffen. Sein 1893 gegründetes Psychologisches Institut an der Friedrich-Wilhelms-Universität zu Berlin ermöglichte den Forschungs- und Lehrbetrieb für psychologische Fragestellungen im Bereich außereuropäischer Musik. An Musikinstrumenten aus dem damaligen Siam wurden umfangreiche Tonhöhenmessungen vorgenommen. Stumpf beauftragte seinen Assistenten, den Musikethnologen Erich von Hornbostel (1877–1935) und den Psychologen Otto Abraham (1872–1926) mit dem Aufbau einer musikwissenschaftlichen Sammlung, die Tondokumente und Studien zusammentrug. 1905 erhielt diese Dokumentation mit dem zugrundeliegenden Konzept einer Vergleichenden Musikwissenschaft als Berliner Phonogramm-Archiv innerhalb des Psychologischen Instituts einen organisatorischen Rahmen. In erster Linie wurde hier ausgewertet, was andere Forscher im Feld zusammengetragen hatten. Bis 1914 fand diese Feldforschung überwiegend in deutschen Kolonien statt.
Von Hornbostel beeinflusste in Berlin zwischen 1900 und der nationalsozialistischen Machtergreifung eine Reihe von Musikwissenschaftlern. Hierzu zählen Curt Sachs (1881–1959), Robert Lachmann (1892–1939), Mieczyslaw Kolinski (1901–1981), Kurt Huber (1893–1943) und Abraham Zvi Idelsohn (1882–1938). Fast alle waren Juden und hatten bis spätestens 1933 das Land verlassen. Richard Wallaschek (1860–1917) entwickelte in London eine Theorie zur psychologischen Wahrnehmung von Musik. Erich Stockmanns Schwerpunkt war neben der europäischen Volksmusik die Vermittlung von außereuropäischer Musik allgemein. Zusammen mit Oskár Elschek (* 1931) entwickelte er eine neuartige Klassifikation der Musikinstrumente von unten nach oben. In der Schweiz prägte Hans Oesch (1926–1992) die Musikethnologie.
Weitere deutschsprachige Vertreter der Musikethnologie
- Birgit Abels, seit März 2011 Professorin für Kulturelle Musikwissenschaft/Musikethnologie am Musikwissenschaftlichen Seminar der Georg-August-Universität Göttingen, Forschungsschwerpunkte Südostasien und Pazifik
- Regine Allgayer-Kaufmann (* 1950), Professorin für Vergleichende Musikwissenschaft an der Universität Wien, Forschungen in Brasilien
- Raymond Ammann, Schweizer, Dozenturen an der Leopold-Franzens-Universität Innsbruck und der Universität Basel, Forschungen in der Südsee, unter anderem bei den Kanak und in Vanuatu
- Brigitte Bachmann-Geiser (* 1941), Schweiz, spezialisiert auf Schweizer Volksmusikinstrumente
- Max Peter Baumann (* 1944), Schweiz, Professuren in Bamberg und Würzburg, Schwerpunkte Lateinamerika und interkulturelle Beziehungen
- Wolfgang Bender (* 1946), gründete an der Universität Mainz das Archiv für afrikanische Musik, als Ethnologe mehrfach in Afrika
- Rudolf Maria Brandl (1943–2018), ethnologische und musikwissenschaftliche Ausbildung in Wien, 1982 bis 2008 Professur an der Georg-August-Universität Göttingen. Schwerpunkte Südosteuropa, China
- Helmut Brenner (1957–2017), Schwerpunkt Lateinamerika, Volkslied in Österreich
- Klaus-Peter Brenner (* 1958), Georg-August-Universität Göttingen, Schwerpunkte in Afrika und der Türkei, Musikinstrumentenkunde sowie Ton- und Modalsysteme
- Dieter Christensen (1932–2017), Professor und Leiter des Center for Ethnomusikology an der Columbia University; Feldforschungen in der Türkei, Mexiko und Oman, Veröffentlichungen zur Musik der Kurden, Balkan, Neuguinea und Musik von Tuvalu
- Veit Erlmann, Professor für Music History an der University of Texas at Austin; Forschungsschwerpunkt Afrika, besonders Kamerun, Niger und Südafrika
- Franz Foedermayr (* 1933), von 1973 bis 1999 Lehrstuhl für Vergleichende Musikwissenschaft an der Universität Wien
- Gerd Grupe (* 1955), Professor für Ethnomusikologie an der Universität für Musik und darstellende Kunst Graz, Schwerpunkt Musik des subsaharischen Afrika, afroamerikanische Musik und Gamelan
- Gerlinde Haid (1943–2012), ehemals Professorin am Institut für Volksmusikforschung und Ethnomusikologie der Universität für Musik und darstellende Kunst Wien, Schwerpunkt alpenländische Volksmusik
- Ursula Hemetek (* 1956), Leiterin des Institut für Volksmusikforschung und Ethnomusikologie der Universität für Musik und darstellende Kunst Wien, Schwerpunkt Musik von Minderheiten
- Ralf Martin Jäger (* 1963), Professor für Ethnomusikologie und Europäische Musikgeschichte am Institut für Musikwissenschaft der Westfälischen Wilhelms-Universität Münster; Schwerpunkte: Vorderer Orient und Südosteuropa, transkulturelle Musikforschung und historische Ethnomusikologie
- Gerhard Kubik (* 1934), afrikanische und afroamerikanische Musik, umfangreichste Sammlung traditioneller afrikanischer Musik, abgelegt im Phonogrammarchiv der Österreichischen Akademie der Wissenschaften in Wien
- Josef Kuckertz (1930–1996), ehemals Professor am Musikwissenschaftlichen Institut der Universität zu Köln; ab 1980 Professor für Vergleichende Musikwissenschaft an der Freien Universität Berlin; Feldforschungen in Indien und Iran; Habilitationsschrift über südindische Musik
- Wolfgang Laade (1925–2013), ehemals Professor an der Universität Zürich, seine umfangreiche Sammlung von Musikinstrumenten, Tonaufnahmen und Printmedien wird am Center for World Music der Universität Hildesheim archiviert
- Robert Lach (1874–1958), Professor für vergleichende Musikwissenschaft an der Universität Wien
- Ernst Lichtenhahn (1934–2019), Professor an der Universität Neuchâtel und der Universität Zürich, Feldforschungen in Westafrika
- Andreas Meyer, Professor an der Folkwang Universität der Künste, regionale Forschungsschwerpunkte Afrika und Karibik
- Tiago de Oliveira Pinto, Professor am Institut für Sozialanthropologie an der Universidade de São Paulo, seit 2006 an der Universität Hamburg, seit 2009 am Institut für Musikwissenschaft Weimar-Jena, Feldforschungen in Brasilien, Südostasien und Afrika
- Kurt Reinhard (1914–1979), Leiter des Berliner Phonogramm-Archivs, 1957–1977 Professor für Vergleichende Musikwissenschaft an der Freien Universität Berlin, Schwerpunkte: türkische und chinesische Musik
- Rüdiger Schumacher (1953–2007), ehemals Professor am Musikwissenschaftlichen Institut der Universität zu Köln, Feldforschungen auf Java und Bali; weitere Schwerpunkte: Theorie der Musikethnologie und Kirchenmusik
- Marius Schneider (1903–1982), ab 1933 Leiter des Berliner Phonogramm-Archivs; kulturhistorische Theorien
- Gretel Schwörer-Kohl (* 1951), Professorin für Musikethnologie an der Martin-Luther-Universität Halle-Wittenberg, Regionalschwerpunkte Süd- und Südostasien
- Tilman Seebass (* 1939), emeritierter Professor am Institut für Musikwissenschaft Innsbruck, Schwerpunkt Indonesien
- Artur Simon (1938–2022), von 1972 bis 2003 Leiter der Abteilung Musikethnologie am Ethnologischen Museum in Berlin, Sammlung Berliner Phonogramm-Archiv Forschungsschwerpunkte Sudan, Sumatra und die Musik Neuguineas
- Erich Stockmann (1926–2003), Forschungsschwerpunkte: Musikinstrumente, osteuropäische Musik
- Wolfgang Suppan (1933–2015), Forschungsschwerpunkte: Musikanthropologie, österreichische Volksmusik
- Raimund Vogels, Professor am Institut für Musikpädagogische Forschung an der Hochschule für Musik in Hannover, seit April 2011 Direktor des Center for World Music der Universität Hildesheim

### Niederlande
Die frühen Forscher aus den Niederlanden konzentrierten sich auf die Musik der niederländischen Kolonien. Beschreibungen des höfischen Gamelan auf Java lieferten im 19. Jahrhundert Pieter Johannes Veth (1814–1895) in seinem vierbändigen Werk Java, geographisch, ethnologisch, historisch (1875–1884) und Isaak Groneman (1832–1912), der als Arzt des Sultans von Yogyakarta tätig war (De gamelan te Jogjakarta, 1890). Jaap Kunst (1891–1960) wurde von Erich von Hornbostel zur Sammlung außereuropäischer Musik angeregt. Kunsts theoretische Arbeiten und Feldaufnahmen machten ihn zum führenden Kenner indonesischer Musik. Nach Kunsts Tod 1960 setzten Ernst Heins (der Music in Java 1973 neu herausgab) und Wim van Zanten sein Werk in Indonesien fort.

### Frankreich
Der französischsprachige belgische Musiker und Kurator der Musikinstrumentensammlung am Königlichen Konservatorium Brüssel, Victor-Charles Mahillon (1841–1924), entwickelte 1880 für seine Museumsarbeit ein Klassifizierungssystem, welches die Grundlage für die 1914 vorgestellte Hornbostel-Sachs-Systematik bildete. Ein weiterer Pionier der französischen Musikethnologie war durch seine historischen Studien und sein Interesse für außereuropäische Musik Julien Tiersot (1857–1936). Rodolphe d’Erlanger (1872–1932) war ein früher Kenner der arabischen Musik, der zahlreiche musikologische Texte aus dem Arabischen ins Französische übersetzte. Die heutige französische Musikethnologie geht auf André Schaeffner (1895–1980) zurück, der das Fachgebiet 1928 am Musée de l’Homme in Paris etablierte. Im Unterschied zu vielen deutschen Kollegen unternahm er ausgedehnte eigene Feldforschungen, die ihn in die französischen Kolonien nach Westafrika führten. Zu den in der zweiten Hälfte des 20. Jahrhunderts wirkenden französischsprachigen Musikethnologen gehören Bernard Lortat-Jacob (* 1941), der die von Schaeffner begründete musikethnologische Abteilung am Musée de l’Homme in Paris leitete. Der französisch-israelische Musikethnologe Simha Arom (* 1930) ist vor allem für seine Forschungen zur Musik der Pygmäen in der Zentralafrikanischen Republik bekannt. Besonders die von ihm in den 1960er Jahren beschriebenen polyphonen Gesänge mit der Eintonflöte hindewhu hatten auf einige moderne Komponisten einen großen Einfluss. Der in Frankreich ausgebildete Amnon Shiloah (1928–2014) war Professor an der Hebräischen Universität in Jerusalem und erforschte besonders die jüdische und arabische Musik. Der Schweizer Hugo Zemp (* 1937) lehrte an der Universität Paris-Nanterre und interessierte sich für die Musik Afrikas, Ozeaniens und ebenso für Schweizer Jodelgesänge, über die er mehrere Filme drehte. Jean During (* 1947) hat sich auf die zentralasiatische und iranische Musik spezialisiert.

### Osteuropa
Während die westeuropäischen Musikwissenschaftler sich in ihren Anfängen vor allem auf außereuropäische Musik bezogen, waren es in Ungarn und Rumänien Komponisten wie Béla Bartók, Zoltán Kodály und Constantin Brăiloiu, die nach 1900 begannen, ihre eigene nationale Volksmusik zu sammeln und systematisch aufzuzeichnen. Damit schufen sie Grundlagen einer allgemeinen Musikethnologie. Die auf Wachswalzen in den Dörfern aufgenommene traditionelle Musik beeinflusste teilweise ihr kompositorisches Werk und ist in Archiven für die Nachwelt erhalten.

### Großbritannien
Der englische Psychologe Charles Samuel Myers (1873–1946) nahm 1898 an der völkerkundlichen Cambridge Expedition zur Torres-Straße und nach Sarawak teil, von wo er als Erster Musikaufnahmen mitbrachte. Charles Russell Days Werk über südindische Musik The Music and Musical Instruments of Southern India and the Deccan erschien erstmals 1891, Arthur Fox Strangways beschrieb in The Music of Hindostan 1914 die nordindische Musik. Der irische Musikhistoriker Henry George Farmer (1882–1965) konzentrierte sich auf die arabische Musikgeschichte und beschrieb deren Einfluss auf die europäische Musik.
Zu den Begründern der Musikethnologie Afrikas in Großbritannien gehört Arthur M. Jones (1889–1980), der als Missionar in Sambia tätig und von 1952 bis 1966 Dozent für afrikanische Musik an der School of Oriental and African Studies in London war. Der englische Musikethnologe deutscher Abstammung Klaus Wachsmann (1907–1984) gilt als ein Pionier der afrikanischen Musikforschung. Von 1937 bis 1957 lebte er als protestantischer Missionar in Uganda, wo er zugleich Feldforschung betrieb und eine umfangreiche Sammlung afrikanischer Musikinstrumente anlegte. 1963–1968 hatte er eine Professur an der University of California.
Percival R. Kirby (1887–1970) gilt als Pionier der Musikforschung in Südafrika. Der Großteil seiner Studien, in denen er sich auf traditionelle afrikanische Musik konzentrierte und westliche Einflüsse auszuschließen versuchte, stammt aus den 1930er Jahren. Hugh Tracey (1903–1977) legte eine umfangreiche Sammlung mit Tonaufnahmen aus Schwarzafrika an, die auf über 200 Langspielplatten veröffentlicht wurden. John Blacking (1928–1990) kam 1953 zunächst als Assistent von Tracey nach Südafrika. Den immer nur kurzzeitigen Aufenthalt bei einer Volksgruppe zu dem Zweck, Tonaufnahmen anzufertigen, fasste er bald als zu begrenzenden Faktor. Daher trennte er sich von Tracey und betrieb von 1956 bis 1958 anthropologische Forschung bei den Venda, von deren Musik- und Ritualpraxis er umfangreiche Aufzeichnungen mitbrachte. 1969 kehrte Blacking nach Großbritannien zurück und übernahm einen Lehrstuhl an der Queen’s University of Belfast.

### Vereinigte Staaten
John Comfort Fillmore (1843–1898) war Schüler von Hugo Riemann und betrieb in dessen Nachfolge eine auf die europäische Musikkultur bezogene Historische Musikwissenschaft. Nach dem Studium von Klaviermusik und Harmonielehre spezialisierte er sich auf indische Musik. 1894 erschien nach Feldforschungen in Indien A Study of Indian Music.
Frances Densmore (1867–1957) begann 1907 mit systematischen Tonaufnahmen bei nordamerikanischen Indianern, deren Musik sie mit europäischer Notation festzuhalten versuchte. Vom Beginn ihrer Feldforschungstätigkeit an versuchte sie, die Musik der einzelnen Stämme in ihrem kulturellen und religiösen Zusammenhang darzustellen und so ein komplexes Bild von der jeweiligen Stammeskultur zu vermitteln.
Der ausschließlich auf das Anlegen einer Sammlung ausgerichteten Tätigkeit der frühen Musikforscher versuchte George Herzog (1901–1983) eine theoretische Grundlage zu geben. In den 1920er Jahren studierte er bei von Hornbostel in Berlin und anschließend an der Columbia University bei Franz Boas und Ruth Benedict, die als Anthropologen einen prägenden Einfluss auf die Musikethnologie Anfang des 20. Jahrhunderts ausübten. Unter ihrem Einfluss lernte Herzog die Musik innerhalb des jeweiligen kulturellen Zusammenhanges zu verstehen. Klanganalysen wurden mit Fragen des täglichen Gebrauchs und der gesellschaftlichen Funktion von Musik verknüpft.
Von 1932 bis 1935 hatte Herzog einen Lehrstuhl an der Yale University inne. Zu dieser Zeit entfalteten seine Theorien, die auf ethnologischen Studien und vergleichenden Untersuchungen von Volksmusik und schriftlosen Sprachen beruhten, die größte Wirkung. Die kurze Schrift Music in the Thinking of the American Indian („Musik im Denken der nordamerikanischen Indianer“) von 1938 trägt bereits im Titel den Versuch, Musik von innerhalb der Kultur zu begreifen. Seine Erklärungen zur Nicht-Universalität der Musiksprache sind allgemeiner Konsens geworden.
Es entstand in Anlehnung an die Berliner Vergleichende Musikwissenschaft die Culture Area Theory, die ab den 1950er Jahren als kulturvergleichender ethnologischer Forschungsansatz für die gesamte fachwissenschaftliche Ausbildung den Rahmen bildete. Ähnliche Vorstellungen wurden in den Vereinigten Staaten auch von Curt Sachs vertreten, der ab 1937 an der New York University lehrte, und nach 1950 ebendort durch den Hornbostel-Schüler Mieczyslaw Kolinski.
Seit 1987 lehrt Philip V. Bohlman an der University of Chicago; einer seiner Schwerpunkte ist die jüdische Musik, sowohl traditionelle Liedüberlieferung als auch moderne Musik. Von 2005 bis 2007 war er Präsident der internationalen „Society for Ethnomusicology“.

### Afrika – Kultur als dynamisches System
Afrikanische Musikstile und Traditionen werden heute nicht mehr als statisch und geschichtslos beschrieben. Durch Vergleich der zu unterschiedlichen Zeiten gemachten Tonaufzeichnungen lassen sich stilistische Entwicklungen nachvollziehen. Problematisch ist die Einteilung in traditionelle und populäre Musik. Als „traditionell“ wird eine in einen kulturellen und meist rituellen Kontext in einer bestimmten Region eingebundene Musik bezeichnet, die zur Identifikation und Abgrenzung einer ethnischen Gruppe dient. Dabei ist diese Musik auch „populär“, in dem sie ein größeres Publikum anzieht. Nun werden allgemein Musikstile als populär bezeichnet, die in ihrer Aufführungspraxis und dem Verständnis nach der Unterhaltung dienen, weit verbreitet und somit der westlichen Popmusik ähnlich sind. Zugleich wurde auch eine einstmals nur lokal praktizierte, traditionelle Musik durch Wanderbewegungen, insbesondere durch Arbeitsmigration in einem größeren Gebiet verbreitet.
Ab Mitte des 20. Jahrhunderts kam durch in der westlichen Forschungstradition ausgebildete afrikanische Musikethnologen eine neue Sehweise in die Betrachtung afrikanischer Musik, die auf den bisherigen, einseitig von außen auf den Kontinent gerichteten Blick einen Dialog zwischen Afrikanern und europäischen / US-amerikanischen Musikethnologen folgen ließen. Afrikaner, die ihr Lebensumfeld einer wissenschaftlichen Betrachtung unterziehen, ähneln, indem sie die eigene Person einbeziehen, außenstehenden Forschern, die ihre Erwartungen und Arbeitsumstände bei der teilnehmenden Beobachtung zur Sprache bringen.
Der kulturelle Dialog findet seit den 1960er Jahren nicht nur auf abstrakter wissenschaftlicher Ebene statt, sondern wird im persönlichen Verhältnis zwischen den Forschern, die aus unterschiedlichen Kulturen stammen, konkret. Joseph H. Kwabena Nketia (1921–2019) aus Ghana ist Komponist und gilt als der führende afrikanische Musikwissenschaftler. Nketias The Music of Africa von 1974 wurde zum Standardwerk. 1963 erhielt er eine Professur an der Universität von Ghana in Accra. Im selben Jahr wurde er für ein Semester an die University of California (UCLA) eingeladen, im Gegenzug kam Mantle Hood, der Gründer der dortigen musikethnologischen Abteilung für eine Gastprofessur nach Accra.
Zu den Vertretern einer schwarzafrikanischen Musikethnologie zählt deren Pionier aus Sierra Leone, George Ballanta (1893–1961), der Negro Spirituals untersuchte. Der ghanaische Komponist und Musikwissenschaftler Ephraim Amu (1899–1995) kehrte nach seinem Musikstudium in London 1941 nach Ghana zurück, wo er seine Aufgabe als Bewahrer einer traditionellen afrikanischen Kultur sah. Er unterrichtete in den 1960er Jahren an der von Nketia eingerichteten Musikabteilung an der Universität in Accra. In seinen Kompositionen, die zu einem Bindeglied zwischen Tradition und Moderne wurden, verband er westliche Harmonien mit afrikanischer Rhythmik. Da er die westliche Notation als ungeeignet für die Beschreibung dieser Rhythmik erkannte, legte er in einer theoretischen Untersuchung die Grundlagen für eine geeignete Notation fest. Thomas Ekundayo Phillips (1884–1969) aus Nigeria blieb seinen Wurzeln in der afrikanischen Kirchenmusik verbunden. Er war zugleich Organist, Komponist, Lehrer und Wissenschaftler. Von ihm stammt die erste, von einem Einheimischen geschriebene, wissenschaftliche Abhandlung über afrikanische Musik (Yoruba Music. African Music Society, Johannesburg 1953). In den Biographien aller afrikanischen Musikwissenschaftler – die zugleich Musiker und Komponisten waren – auch in der von Seth Dzifanu Cudjoe (1910–1984), einem ausgebildeten Arzt im Umfeld des ghanaischen Präsidenten Kwame Nkrumah, zeigt sich eine Hinwendung zu den afrikanischen Wurzeln, nachdem sie eine Zeit lang in westlichen Ländern studiert hatten. Ihre Teilnahme an der panafrikanischen Bewegung war der Ausdruck einer antikolonialen politischen Einstellung. Die theoretische Erfassung der Musik fand zeitgleich mit einem Wandel der Aufführungspraxis statt: Die in einem besonderen kulturellen Zusammenhang stehende Musik gelangte aus einem Kreis von Zuschauern, die ebenso Teilnehmer am musikalischen Geschehen waren, vor ein unbeteiligt zuhörendes Publikum auf eine Bühne. Diese Befreiung und Verbreitung der Musik nach westlichem Modell war häufig verbunden mit ihrer – und der Komponisten – neuen politischen Rolle innerhalb der afrikanischen Nationalbewegung.
Zur nächsten Generation gehört der 1935 in Lagos geborene Akin Euba, dessen Arbeiten als Komponist und als Musikethnologe wie selbstverständlich von einem kulturübergreifenden Verständnis geprägt sind. Seine Kompositionen der Neuen Musik streben eine Synthese mit der eigenen Yoruba-Musiktradition an; der in London und Los Angeles ausgebildete Musiker untersuchte in seiner späteren musikethnologischen Dissertation die Yoruba-Trommelsprache, also die in Gedichtform übersetzbaren Tonaufnahmen und ihren kulturellen Zusammenhang.
Der im Kongo geborene Kazadi wa Mukuna studierte ab 1961 an der UCLA in Kalifornien, wo er 1978 promovierte. Seit 1989 ist er Professor für Musikethnologie an der Kent State University. Neben Forschungen zur Musik seines Heimatlandes beschäftigt er sich hauptsächlich mit dem Einfluss der afrikanischen Musik in Brasilien.

## Neue Konzepte
Der mit dem englischen Begriff entrainment – hier mit „Einschwingen“ übersetzt – bezeichnete Forschungsansatz versteht Musik, insbesondere den Rhythmus, als biologisch geprägtes Phänomen. Daraus ergibt sich eine Biomusikologie, die den evolutionären Aspekten des menschlichen Musizierens nachgeht. Menschen versuchen sich mit wiederholenden Körperbewegungen ihrer Umwelt anzugleichen. Der Rhythmus in der Musik wird mit einer vergleichenden Perspektive untersucht, wodurch sich das kollektive Musizieren als ein entrainment-Prozess darstellt: Die Teilnehmer gleichen unbewusst ihren Rhythmus einander an und bleiben diesem Rhythmus selbst nach plötzlichen Unterbrechungen treu. Einer der ersten Musikethnologen, der darauf hinwies, war Alan Lomax im Artikel The Cross-cultural Variation of Rhythmic Style von 1982. Der Rhythmus bildet den Rahmen für die Identifikation mit der Gruppe. Daraus lässt sich folgern, dass Musik nicht allein als schöpferische Kunst von Einzelnen, sondern in der Gemeinschaft als Musik im Alltag erschaffen wird. Die Überlegung setzt einen entsprechenden Kulturbegriff voraus.
Eine vergleichende Untersuchung musikalischer Strukturen, der Grammatik der musikalischen Sprache, soll mit Hilfe von Datenverarbeitung und Computerauswertung unter anderem die Anteile der feststehenden Regeln und der improvisierten Anteile des jeweiligen musikalischen Stils unterscheiden lassen. Computergestützte Analysemethoden bilden keinen eigenständigen Forschungsansatz, werden aber in verschiedenen Ländern zusätzlich experimentell angewandt.

## Musizieren als Grundlage
Der US-Amerikaner Alan Parkhurst Merriam (1923–1980) verstand in seinem Werk The Anthropology of Music von 1964 Musik einmal als Teil der kulturellen Verhaltensweisen („music in culture“) und unabhängig davon als Klangerzeugung. Dagegen war für Mantle Hood (1918–2005), der bei Jaap Kunst studierte und mehrere Werke über indonesische Musik verfasste, Musikethnologie untrennbar Teil der Kultur und schlicht das Studium aller Musik bei jeder Gelegenheit. Für Hood war der Ausgangspunkt musikethnologischer Beschäftigung das praktische Erlernen der zu untersuchenden Musik. Unter dem Begriff „bi-musicality“ forderte er das Erlernen mindestens einer zweiten Musikkultur, um sozial integriert zu sein und die Musik in der Kultur von innen heraus verstehen zu können. Wurde diese Herangehensweise bei ihrer Veröffentlichung in den 1960er Jahren noch kontrovers diskutiert, so ist sie mittlerweile weitgehend akzeptiert worden. Die teilnehmende Beobachtung schließt denn das Erlernen der jeweiligen Musikinstrumente ausdrücklich ein. Diese ist beispielsweise für den Ethnologen und Musikwissenschaftler Gerhard Kubik in Afrika und für John Baily in Afghanistan, ein Schüler von John Blacking, die notwendige Voraussetzung für theoretische Forschung. Beide treten auch als Musiker in Erscheinung.
Dass Musik als Kultur studiert werden soll, ist unbestritten. Das Konzept einer Bi-Musikalität birgt jedoch für einige Musikethnologen die Gefahr, dass die Unterschiede vor den Gemeinsamkeiten betont werden und damit indirekt die alte Trennung in das „Eigene“ und das „Fremde“ bestätigt wird. Das Akzeptieren der Unterschiede könnte die Suche nach einer grundlegenden Verwandtschaft der Musikkulturen behindern. John Blacking forderte bereits, dass eine einzige Methode der Musikanalyse gesucht werden solle, die für jede Musik geeignet sei. Die Idee einer Weltmusiktheorie wird von dem Musikethnologen (Schwerpunkt Indonesien), Komponisten und Musiker Michael Tenzer (* 1957) zwar für unrealistisch gehalten, in seinen eigenen Kompositionen für europäische Kammermusik und für Gamelan tritt dafür das Universelle der Musik bereits in den Vordergrund.